# جون أ. شابمان
جون أ. شابمان (بالإنجليزية: John A. Chapman)‏ هو عسكري أمريكي، ولد في 14 يوليو 1965 في سبرينغفيلد في الولايات المتحدة، وتوفي في 4 مارس 2002 في Takur Ghar ‏ في أفغانستان.